# Chuleta de aguja

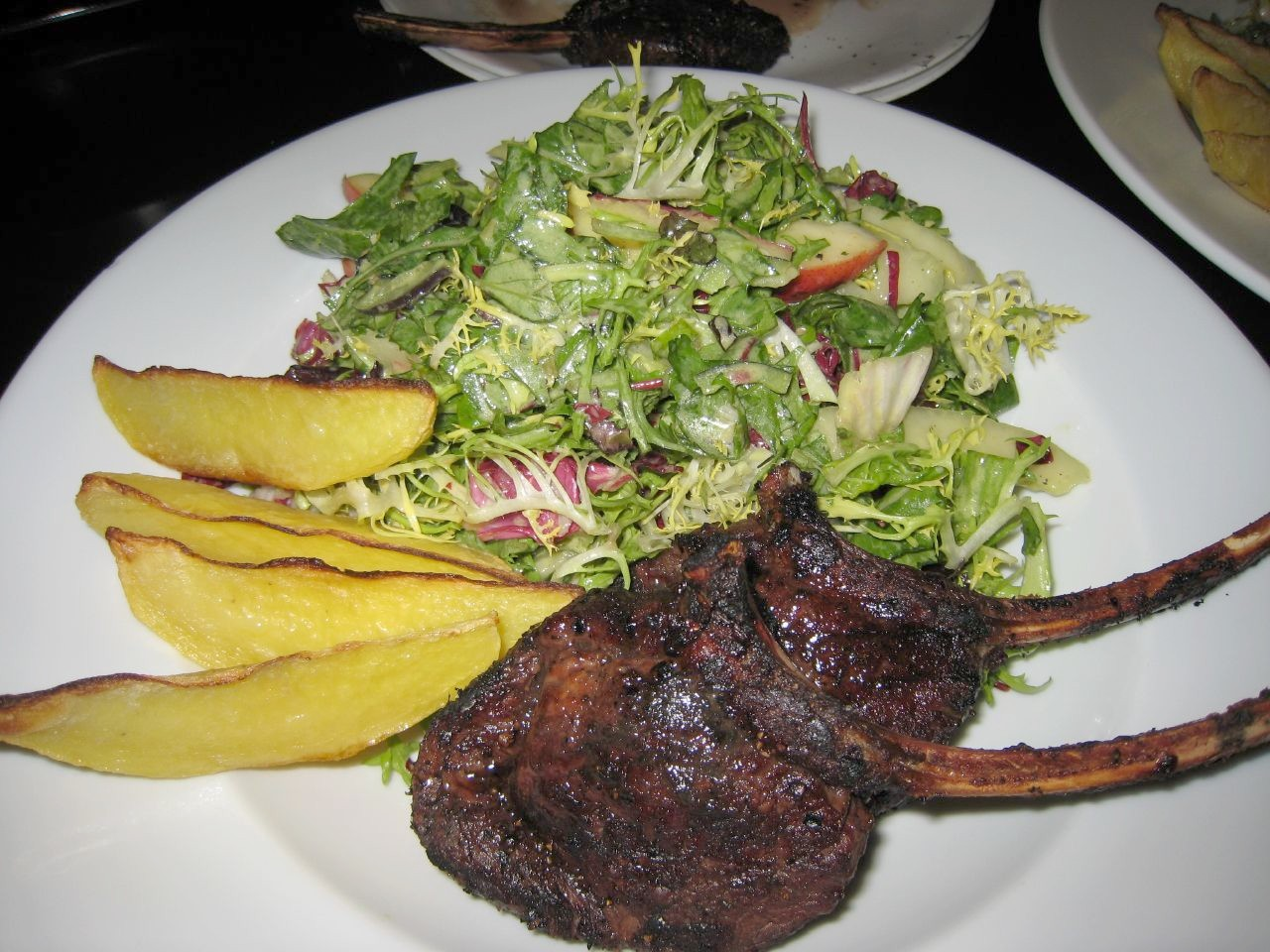
Chuletas de aguja de alce a la parrilla.

La chuleta de aguja es un corte procedente del costillar del animal, normalmente cerdo o cordero. Si es de vaca se le dice de diversas maneras según el país y región: entrecot, chuleta, etc.

## Cerdo
Las chuletas de aguja de cerdo se cortan desde el lomo o espalda del cerdo. Tienen una capa fina de grasa por su exterior. Contienen poco tejido conectivo, lo que las hace adecuadas para métodos de cocción rápidos y secos, como la parrilla. A diferencia de las chuletas de lomo, contienen un solo músculo, por lo que se cocinan más uniformemente.

## Cordero
Al igual que las de cerdo, las chuletas de aguja de cordero tienen grasa por fuera, concretamente dos capas. Si se deja completo el primer corte, forman el chuletero del cordero. También tienen poco tejido conectivo, de forma que pueden cocinarse en el chuletero completo o de una en una.
- Datos: Q7322207